# Sakura no Shiori
«Sakura no Shiori» (яп. 桜の栞 Сакура но сиори, «Закладка сакуры») — 15-й сингл японской идол-группы AKB48. Вышел в Японии 17 февраля 2010 года на лейбле King Records.
Титульная песня посвящается окончанию школы и поётся в ней о лепестках сакуры. Она, а также сторона «Б» этого сингла «Majisuka Rock'n'Roll», были использованы в телесериале «Majisuka Gakuen». «Majisuka Rock'n'Roll» была открывающей песней этого сериала.
«Sakura no Shiori» исполняется хором.

## Список композиций
Сингл был издан в трёх версиях — Type A (CD+DVD), Type B (CD+DVD) и в театральном издании (яп. 劇場盤) (CD).

### Type A
| №                   | Название                                             | Автор(ы)                     | Аранжировщик        | Длительность |
| ------------------- | ---------------------------------------------------- | ---------------------------- | ------------------- | ------------ |
| 1.                  | «Sakura no Shiori (яп. 桜の栞)»                      | Ясуси Акимото, Хироси Уэсуги | Кэнъити Мицуда      | 3:58         |
| 2.                  | «Majisuka Rock 'n Roll (яп. マジスカロックンロール)» | Акимото, Candy&Megane        | Юити «Маса» Нонака  | 3:37         |
| 3.                  | «Enkyori Poster (яп. 遠距離ポスター)» (Team Playboy) | Акимото, Кота Огава          | Нонака              | 3:18         |
| 4.                  | «Sakura no Shiori (Off Vocal Ver.)»                  | Акимото, Уэсуги              | Мицуда              | 3:58         |
| 5.                  | «Majisuka Rock 'n Roll (Off Vocal Ver.)»             | Акимото, Candy&Megane        | Нонака              | 3:37         |
| Общая длительность: | Общая длительность:                                  | Общая длительность:          | Общая длительность: | 18:42        |

### Type B
| №                   | Название                                 | Автор(ы)                     | Аранжировщик        | Длительность |
| ------------------- | ---------------------------------------- | ---------------------------- | ------------------- | ------------ |
| 1.                  | «Sakura no Shiori»                       | Акимото, Уэсуги              | Мицуда              | 3:58         |
| 2.                  | «Majisuka Rock 'n Roll»                  | Акимото, Candy&Megane        | Нонака              | 3:37         |
| 3.                  | «Choose me!» (Team Young Jump)           | Ясуси Акимото, Юсукэ Ямамото | Юити Итикава        | 4:04         |
| 4.                  | «Sakura no Shiori (Off Vocal Ver.)»      | Акимото. Уэсуги              | Мицуда              | 3:58         |
| 5.                  | «Majisuka Rock 'n Roll (Off Vocal Ver.)» | Акимото, Candy&Megane        | Нонака              | 3:37         |
| Общая длительность: | Общая длительность:                      | Общая длительность:          | Общая длительность: | 19:27        |

### Театральное издание
| №                   | Название                        | Автор(ы)              | Аранжировщик        | Длительность |
| ------------------- | ------------------------------- | --------------------- | ------------------- | ------------ |
| 1.                  | «Sakura no Shiori»              | Акимото, Уэсуги       | Мицуда              | 3:58         |
| 2.                  | «Majisuka Rock 'n Roll»         | Акимото, Candy&Megane | Нонака              | 3:37         |
| 3.                  | «Enkyori Poster» (Team Playboy) | Акимото, Огава        | Нонака              | 3:18         |
| 4.                  | «Choose me!» (Team Young Jump)  | Акимото. Ямамото      | Итикава             | 4:04         |
| Общая длительность: | Общая длительность:             | Общая длительность:   | Общая длительность: | 14:57        |

## Чарты
| Чарт (2010)   | Наивыс. позиция |
| ------------- | --------------- |
| Oricon Weekly | 1               |